# Xanthorhoe wellsi
Xanthorhoe wellsi är en fjärilsart som beskrevs av Louis Beethoven Prout 1928. Xanthorhoe wellsi ingår i släktet Xanthorhoe och familjen mätare. Inga underarter finns listade i Catalogue of Life.